# Frequency (serie de televisión)
Frequency (conocida como Desafío al tiempo en Hispanoamérica) es una serie de televisión estadounidense de género dramático creada por Jeremy Carver, basada en la película del mismo nombre dirigida por Gregory Hoblit. Es protagonizada por Peyton List y Riley Smith. Fue estrenada el 5 de octubre de 2016.
El 8 de mayo de 2017, The CW anunció la cancelación de la serie.

## Sinopsis
En 2016, Raimy Sullivan es una joven oficial de policía que descubre que puede comunicarse por medio de la radioafición con su padre, quien murió en 1996. Así, Raimy es capaz de evitar la muerte de su padre y forjan la relación padre e hija que antes no tuvieron la oportunidad de lograr. Con su nueva relación, Raimy y Frank comienzan a trabajar juntos en un caso de asesinato que sigue sin resolver, sin embargo, con cada cambio ocurrido en el pasado, el presente de Raimy se ve afectado, creando una especie de efecto mariposa.

## Elenco
- Peyton List como Raimy Sullivan.
- Riley Smith como Frank Sullivan.
- Mekhi Phifer como Satch Reyna.
- Lenny Jacobson como Gordo.
- Anthony Ruivivar como Stan Moreno.
- Devin Kelley como Julie Sullivan.
- Daniel Bonjour como Daniel Lawrence Ted.

## Episodios
| N.º | Título                 | Director           | Guionista(s)                                 | Primera emisión        | Audiencia (en millones) |
| --- | ---------------------- | ------------------ | -------------------------------------------- | ---------------------- | ----------------------- |
| 1   | «Pilot»                | Brad Anderson      | Historia: Toby Emmerich Guion: Jeremy Carver | 5 de octubre de 2016   | 1.35                    |
| 2   | «Signal and Noise»     | John Kretchmer     | Jeremy Carver                                | 12 de octubre de 2016  | 1.08                    |
| 3   | «The Near Far Problem» | Nina Lopez-Corrado | Nancy Won                                    | 19 de octubre de 2016  | —                       |
| 4   | «Bleed Over»           | Michael Fields     | Michael Alaimo                               | 26 de octubre de 2016  | —                       |
| 5   | «Seven Three»          | Oz Scott           | John Dove                                    | 2 de noviembre de 2016 | —                       |

## Desarrollo

### Producción
El 29 de enero de 2016, The CW ordenó la realización de un episodio piloto con un guion de Jeremy Carver, creador de Supernatural, el cual está basado en la película de 2000 Frequency, escrita por Toby Emmerich y dirigida por Gregory Hoblit.
El 12 de mayo de 2016, la cadena seleccionó el piloto del proyecto para desarrollar una serie.

### Casting
El 8 de febrero de 2016, se dio a conocer que Riley Smith fue elegido como el protagonista masculino interpretando a Frank Sullivan. El 22 de febrero, Peyton List fue confirmada como la protagonista femenina dando vida a Raimy Sullivan. Adicionalmente se anunció que Mekhi Phifer fue elegido para interpretar a Satch DeLeon, veterano oficial de policía que fue buen amigo de Frank y se ha convertido en una figura paterna para Raimy. El 26 de febrero, Lenny Jacobson fue elegido para dar vida a Gordo, el vecino y amigo de toda la vida de Raimy. Durante el mes de marzo de 2016 fueron anunciadas las incorporaciones de Anthony Ruivivar, Devin Kelley y Daniel Bonjour como los intérpretes de Stan Moreno, Julie Sullivan y Daniel Badour, respectivamente.